# アクサライ県
アクサライ県 (アクサライけん、トルコ語: Aksaray ili) は、トルコ中央部、中央アナトリア地方の県。県都はアクサライ。県域面積は7,626km²。

## 地理
北からクルシェヒル県、ネヴシェヒル県、ニーデ県、コンヤ県、アンカラ県と接している。
自然の美しい県であり、ネヴシェヒル、ニーデ、アクサライにまたがるカッパドキアのなかでも最も訪れる人が多い。3000m級の火山であるハッサン山はアクサライからカイセリのあいだにかけて横たわっている。夏、平地は暑く乾燥しており、春は山からの水流によって緑と花に覆われる。アクサライの県境近くには2400km²の大きさを持つ塩湖のトゥズ湖がある。トゥズ湖は水深が1m程度ととても浅く、広範囲の沼地を持っている。

## 歴史
中央アナトリア平原に人が住み始めたのは紀元前6000年頃といわれている。このときに文明が運ばれたと考えられている。クズルカヤのアシュキルヒュユクの塚は紀元前5000年にはこの地域に人が定住していたことを示している。(埋まっていた女性の遺骨からはどうやら頭を手術した後が見え、脳手術ならば最も古いものと考えられる。)
古代この地域はArchelais Garsauraと名づけられていた。これがセルジューク朝トルコ時代にはタクサラ変化し、アクサライになったと考えられる。
シルクロードがこの地域を通るようになったとき、旅客や商隊に必需品を供給し、休ませるために隊商宿や旅館などが建設され、大きな遺産が残った。アクサライと周辺地域はローマ帝国、ビザンチン、トルコ時代にかけてよく栄えた。
また、この県は中央アナトリア地方の中でもクルド人の人口が高い。これはトゥンジェリ県やその他の東部の町や県で1920年代に首長の暴動が起きたため、再移住してきた人々である。
今日のアクサライは農業従事者の多い県で田園が広がり、人々は伝統と宗教を大切にしている。1950年代、この地域の人々はヨーロッパに職を求めて移住していった。

## 名跡・名所
- アシュキル・ヒュユク

埋葬塚。アクサライの25km東にある。
- アチェムヒュユク

青銅時代初期に建てられた。アクサライの北西18kmの位置にある。
- 古代都市ノラ

ヘルヴァデレの村近郊にある。
- ウフララ谷

アクサライから40kmの位置にあるギュゼルユルト付近にある渓谷。メレンディズ川に浸食されて出来たと考えられている。
そのほかにも多くの歴史深いモスクや教会が立っている。

## 下位自治体
- アクサライ（Aksaray）
- アアチェレン（Ağaçören）
- エスキル（Eskil）
- ギュラアチ（Gülağaç）
- ギュゼルユルト（Güzelyurt）
- オルタキョイ（Ortaköy）
- サルヤフシ（Sarıyahşi）
- スルタンハヌ（Sultanhanı）